# Robyn Hitchcock
Robyn Rowan Hitchcock (ur. 3 marca 1953 w Londynie) – angielski piosenkarz i gitarzysta w gatunku rocku alternatywnego i idiosynkratycznego śpiewu i muzyki akustycznej, często awangardowej. O ile jest głównie wokalistą i gitarzystą, często gra na harmonijce, pianinie, a także gitarze basowej.

## Styl muzyczny
Styl Hitchcocka dużo zawdzięcza Bobowi Dylanowi, Johnowi Lennonowi i Sydowi Barrettowi. Teksty przez niego napisane stanowią kluczowy, idiosynkratyczny składnik jego pracy artystycznej, nacechowanej surrealizmem, żartobliwym ekscentryzmem w stylu angielskim (jak i aluzjach do niego) i melancholijnym, oryginalnym przedstawieniem życia codziennego. M.in. często pije do neuroz na tle śmierci, seksu i jedzenia, co ścisłe oddaje tytuł jego minialbumu z 2007 Sex, Food, Death and Tarantulas.

## Rys biograficzny

### Początki
Urodził się w Londynie. Zaczął nagrywać w 1976 z zespołem The Soft Boys w Cambridge, muzykę w gatunku punk rock czy nowej fali. Muzykę tę charakteryzował swoisty „punk w wykonaniu psychodelicznym”. Po ich rozejściu w 1981, Hitchcock rozpoczął wieloletnia karierę solową trwającą do dziś.

### Lata 80. XX wieku
W 1981 Hitchcock wydał swój debiutancki album solowy Black Snake Diamond Röle, utrzymanym mniej więcej w tym samym stylu co muzyka w wykonaniu The Soft Boys, co nie powinno nikogo dziwić, jako że obsada muzyczna stanowiła głównie byłych członków tego zespołu. Następny album, Groovey Decay (nie mylić z późniejszym Groovey Decoy) nie zyskał uznania krytyków, a i z czasem sam Hitchcock się od niego odżegnał, jako kreatywnie poronionego.
Na przestrzeni lat 80. Hitchcock wydawał płyty solowe na zmianę z nagrywaniem i koncertowaniem z jego następnym zespołem jako Robyn Hitchcock and the Egyptians. W 1985 „Egipcjanie” z Hitchcockiem na czele wydali debiutancki album Fegmania!. Jego obsada zawiera dawnych Soft Boyów Andiego Metcalfe i Morissa Windsora, jak i klawiszowca Rogera Jacksona. Zawarte na tej płycie są utwory „My Wife and My Dead Wife” i „The Man with the Lightbulb Head” to typowo surrealistyczne teksty Hitchcoka, zwodniczo podłożone do przebojowo melodyjnych piosenek.
Późniejsze single Egipcjan, „Balloon Man,” „Madonna Of The Wasps” i „So You Think You’re In Love”, wprawdzie nigdzie przebojami się nie stały, niemniej obdarzono je sympatią w USA w środowisku słuchaczy stacji radiowych grających utwory typu indie, stacji przeważnie niekomercyjnych, uniwersyteckich. Wersje wideo wyświetlano za czasu w rotacji na komercyjnym kanale telewizyjnym MTV.
Najlepszym solowym albumem tego okresu, jak i wielkim sukcesem krytycznym jest raczej nieznany komercyjnie I Often Dream of Trains z 1984.

### Lata 90. XX wieku
Na początku lat 90. Robyn Hitchcock nadal nagrywał głównie albumy solowe wypelnione muzyką akustyczną, w przerwach pomiędzy koncertowaniem a nagrywaniem z The Egyptians. w 1990 wydał album Eye.
W 1993, pod wrażeniem niedawnej śmierci swojego ojca, Raymonda, znanego powieściopisarza, wydał z Egipcjanami album Respect. Okazał się ostatnim albumem grupy, a co za tym idzie, zakończeniem współpracy z wytwórnią A&M Records.
Po rozwiązaniu The Egyptians w 1994, Hitchcock i reszta muzyków zrzeszonych przed laty jako The Soft Boys podjęli się krótkiej trasy koncertowej właśnie jako tacy.
W 1995, wytwórnia Rhino Records, specjalizująca się w retrospektywach cenionych krytycznie muzyków, wznowiła jego uprzednio wydane płyty w nowym opakowaniu, zarówno te solowe, jak i te przypisane zespołowi Robyn Hitchcock and the Egyptians.
Do końca lat 90. artysta nagrywał i koncertował solowo, wydając parę nowych albumów nakładem wytwórni Warner Bros.
W 1998 jego muzyka ukazała się w postaci ścieżki dźwiękowej filmu reżyserii Jonathana Demme, Storefront Hitchcock.
Natomiast jego album z 1999, Jewels for Sophia, zawiera występy gościnne muzyków południowo-kalifornijskich, Jona Briona i Grant-Lee Phillipsa. Obaj wystąpili z Hitchcockiem w koncercie klubowym w klubie Largo w Los Angeles.

### Bieżąca dekada
W 2001 Hitchcock, Kimberly Rew, gitarzysta basowy Matthew Seligman i Morris Windsor odbyli trasę koncertową w następstwie ponownego nagrania dawnej przebojowej płyty The Soft Boys z 1980, Underwater Moonlight. Następnie, nagrali w wydali zupełnie nowy album, Nextdoorland i album zawierający poprzednio opuszczone z albumowych wydawnictw utwory, Side Three. Jednak na tym się ich ponowna współpraca skończyła.
W 2002 Hitchcock wydał Robyn Sings, album solowy interpretacji utworów Boba Dylana, w tym całego koncertu Dylana z 1966, słynnego Live at the Royal Albert Hall.
Swoje 50. urodziny świętował w 2003 koncertem w Queen Elizabeth Hall w Londynie, gdzie każdy koncertowicz otrzymał w niespodzianym podarunku egzemplarz jego wtedy świeżo wydanego albumu muzyki akustycznej, Luxor, i podczas którego wiersz autorstwa Hitchcocka został zadeklamowany na scenie przez aktora Alana Rickmana.
Hitchcock dalej współpracował z coraz to nowymi muzykami, w tym z parą reprezentującą gatunek country/folk, wokalistką Gillian Welch i gitarzystą Davidem Rawlings. W 2006, wydany został album Olé! Tarantula, którego autorstwo zostało przypisane zespołowi The Venus 3, w składzie: Peter Buck znany z członkostwa w zespołach R.E.M. i Young Fresh Fellows, wokalista Scott McCaughey, a także Bill Rieflin znany z gry w ramach grupy Ministry i obecnie R.E.M. Zamieszczony tam utwór „'Cause It’s Love (Saint Parallelogram)” razem napisali Hitchcock i Andy Partridge z zespołu XTC.
W 2007 stał się bohaterem dokumentu Robyn Hitchcock: Sex, Food, Death... and Insects w reżyserii Johna Edgintona, pokazanym w USA na kanale Sundance oraz w Wielkiej Brytanii na BBC4. “Food, sex and death are all corridors to life if you like. You need sex to get you here, you need food to keep you here and you need death to get you out and they’re the entry and exit signs.”
Twórca filmu podgląda Hitchcocka, Nicka Lowe (były członek Led Zeppelin) basistę Johna Paula Jonesa, Petera Bucka oraz Gilliana Welcha podczas pracy nad najnowszym albumem. Punktem kulminacyjnym filmu są przygotowania Hitchcocka wraz z zespołem do podróży po Ameryce. Wspólnie z tym dokumentem została wydana EP-ka z materiałem „live” z The Venus 3, Sex, Food, Death... and Tarantulas. Film zawiera również szczere wywiady z Hitchcockiem, w których mówi on wiele na temat źródeł swojej pracy: “At heart I’m a frightened angry person. That’s probably why my stuff isn’t totally insubstantial. I’m constantly, deep down inside, in a kind of rage.”
Przed sezonem świątecznym w 2007, w Stanach Zjednoczonych przedstawiono muzycznie jego wczesne prace muzyczne, w postaci ponownego wydania jego płyt nakładem Yep Roc Records. M.in. są to jego trzy albumu solowe i podwójna płyta kompaktowa I Wanna Go Backwards składająca się z mało znanych lub zupełnie nieznanych nagrań.

## Inna działalność artystyczna
Hitchcock jest od czasu do czasu aktorem filmowym, pisze opowiadania i zajmuje się plastyką jako akwarelista surrealistyczny i grafik komiksowy. Szereg jego albumów zawiera szatę graficzna w jego wykonaniu, w tym reprodukcje jego grafik i obrazów. Z kolei dopiski albumowe często zawierają krótkie aczkolwiek nawet dopracowane, pełne opowiadania. Podczas koncertów dużo opowiada na scenie, w postaci surrealistycznych, improwizowanych monologów w osobliwym, lirycznym tonie.
W 1998 Hitchcock współpracował z reżyserem Jonathanem Demme, rezultatem czego jest dokument Storefront Hitchcock. Także, w 2004 wystąpił w filmie fabularnym Demme’iego, reinterpretacji filmowego klasyku Kandydat, w którym zagrał rolę podwójnego agenta (Laurent Tokar).

### Więzy rodzinne
Robyn Hitchkok jest synem powieściopisarza Raymonda Hitchcocka. Jego brat, Lal Hitchcock, jest plastykiem. Natomiast nie jest krewnym reżysera filmowego Alfreda Hitchkocka.

## Dyskografia
- Black Snake Diamond Röle, 1981
- Groovy Decay, 1982
- I Often Dream of Trains, 1984
- Fegmania!, 1985
- Gotta Let This Hen Out!, 1985
- Groovy Decoy, 1985
- Element of Light, 1986
- Invisible Hitchcock, 1986
- Globe of Frogs, 1988
- Queen Elvis, 1989
- Eye, 1990
- Perspex Island, 1991
- Respect, 1993
- The Kershaw Sessions, 1994
- You & Oblivion, 1995
- Gravy Deco (kompilacja nagrań z sesji studyjnych Groovy Decay i Groovy Decoy), 1995
- Robyn Hitchcock, 1995
- Moss Elixir, 1996
- Mossy Liquor, 1996
- Robyn Hitchcock & The Egyptians: Greatest Hits, 1996
- Uncorrected Personality Traits (wybór najlepszych nagrań artysty nakładem Rhino Records), 1997
- Live at the Cambridge Folk Festival, 1998
- Storefront Hitchcock, 1998
- Storefront Hitchcock L.P., 1998
- Jewels for Sophia, 1999
- A Star for Bram, 2000
- Robyn Sings, 2002
- Luxor, 2003
- Spooked, 2004
- Obliteration Pie, 2005
- This is the BBC (nagranie koncertowe), 2006
- Olé! Tarantula, 2006
- Sex, Food, Death... and Tarantulas (minialbum koncertowy), 2007
- I Wanna Go Backwards (utwory mało znane, rarities, zestaw płyt), 2007
- Shadow Cat (utwory mało znane, rarities), 2008
- Luminous Groove (utwory mało znane, rarities, zestaw płyt), 2008